# Vincenzo Pignatelli, VIII principe di Strongoli
Vincenzo Pignatelli, cognome completo Pignatelli di Monteleone, 8º principe di Strongoli, 10º conte di Melissa (Napoli, 8 maggio 1808 – Napoli, 29 gennaio 1881), è stato un imprenditore, nobile e politico italiano.

## Biografia
Era il terzo di dieci figli del politico e militare Francesco Pignatelli, VII principe di Strongoli (1775-1853) e della sua consorte Maria Giuseppa de Zelada. Sposò Carolina Barracco, dalla quale ebbe due figli, Francesco e Luigi. 